# مسجد داعى الدار
مسجد داعى الدار هو إحدى المساجد القديمة في القاهرة بداء العمل في بناء المسجد عام 1863م وأكمل البناء عام 1864م. جدده الشيخ محمد الطابقة على مقام سيدي أبو أحمد داعي الدار ويعرف في بعض الوثائق بجامع دعيدر.
اعيد ترميم المسجد عام 1992 وانتهى في يونيو 1996.
- عنوان الوصلة